# Organossolo
Organossolos é um ordem de solo caracterizado pela presença de um horizonte hístico, constituído por percentagem de matéria orgânica maior do que 8%; assim, são solos de coloração preta, cinza-escura ou brunada. A formação do Organossolo é relacionada à ambientes com acúmulo de água, clima de temperaturas baixas, e baixo pH, fatores que retardam a decomposição da matéria orgânica e propiciam seu acúmulo. Estes solos estão localizados em planícies inundáveis, várzeas e depressões topográficas; além disso, não raro estão associados a Gleissolos, Espodossolos e Neossolos Flúvicos.

## Critérios
O horizonte hístico é formado pelo acúmulo de resíduos vegetais em variados graus de decomposição, com teor de matéria orgânica acima de 80g/kg, e apresenta 2 subtipos:
a. Horizonte O hístico
Formado em condição de livre drenagem do solo; no período chuvoso permanece saturado por água por menos de 30 dias consecutivos, sem estagnação de água; condicionado por clima úmido, frio e de vegetaão alti-montana.
b. Horizonte H hístico
Formado em condição de excesso de água por longos período ou permanente.
Para a caracterização de um horizonte hístico é obrigatório os seguintes critérios:
1. Espessura maior do que 20 cm; ou
2. Espessura maior do que 40 cm se o volume do horizonte for constituído por mais de 75% de resíduo vegetal pouco decomposto; ou
3. Espessura maior do que 10 cm se está acima de rocha, ou de fragmentos de rocha, ou de camada com mais de 90% do volume constituída por material mineral grosseiro (cascalhos, calhaus, matacões).
Além da existência de um horizonte hístico com seus respectivos critérios, é necessário ainda para a caracterização de um Organossolo que os seguintes requisitos sejam atendidos:
1. Espessura maior do que 60 cm se mais de 75% do volume for constituído de resíduos vegetais pouco decompostos; ou
2. Existência de horizonte O hístico em ambiente cuja saturação por água seja de no máximo 30 dias consecutivos, no período chuvoso; ou
3. Existência de horizonte H hístico com espessura maior do que 40 cm em ambiente cuja saturação por água ocorra por longos períodos ou o ano todo.

## Vegetação
O ambiente de ocorrência do Espodossolo é altamente favorável ao crescimento de vegetais adaptados como espigas-d’água (Potamogeton), tifa (Typha), ciperáceas (Carex), juncos (Phragmites), poáceas, musgos (Sphagnum) e arbustos, podendo-se encontrar árvores. Inúmeras gerações desses vegetais prosperam, morrem e submergem, ficando cobertos pela água, que exclui ao ar restringe as reações de oxidação, preservando a matéria orgânica. 

## Formação
Conforme desenrola-se a sucessão vegetal, o material orgânico é depositado nas depressões, resultando em diversas camadas empilhadas de resíduos, formando a turfa. A constituição dessas sucessivas camadas é modificada quanto a qualidade e quantidade do material depositado devido à provável sequência de plantas diferentes que sobrevêm durante a sucessão. Esta sequência não é definitiva, nem regular, porque ligeiras modificações do clima ou na altura do lençol freático podem alterar em demasia o material depositado.

## Material originário
Na geologia, áreas sedimentares com depósitos de materiais orgânicos são chamados de turfeiras. Como as turfas são intimamente relacionadas aos materiais de origem dos Organossolos, em várias publicações esses solos também são referidos através de sinônimos como material turfoso ou turfeira.
As turfeiras são o resultado de sistemas geomorfológicos, processos globais e condições ecológicas ideias ao acúmulo de material orgânico. Nota-se que a turfa se forma com maior facilidade em regiões localizadas em latitudes acima e abaixo do paralelo 45° (Norte e Sul), devido às condições climáticas de baixas temperaturas. Os mais extensos depósitos de material turfoso se localizam no Hemisfério Norte; neste, a última glaciação, finalizada há 10 mil anos, favoreceu a formação de lagos rasos, nas depressões topográficas causadas pelas movimentações das geleiras. As baixas temperaturas inibiram a biodegradação e associadas às chuvas abundantes bem distribuídas favoreceram o desenvolvimento da vegetação e a formação de turfeiras.
No Hemisfério Sul, as turfeiras ocorrem entre cordões litorâneos com influência marinha, nas várzeas das planícies de inundação fluvial e nos meandros abandonados (paleovales), sujeitos à inundações constantes e más condições de drenagem. Em condições litorâneas também se desenvolvem turfeiras sobre antigos mangues. A turfa é considerada um recurso natural não-renovável em razão da lenta velocidade acumulação (20-80cm/1000 anos); entretanto, na Escandinávia existem turfeiras cíclicas que se renovam a cada 12-20 anos.
A turfa é um produto de decomposição de vegetais, que crescem e se acumulam em corpos d'água ou em ambientes saturados de umidade, sendo este o estádio inicial da sequência de carbonificação. O acúmulo de massa vegetal morta acontece em condições de excessiva umidade, baixo pH, e escassez de oxigênio, fatores que acarretam em uma mineralização lenta e na humificação.

## Distribuição

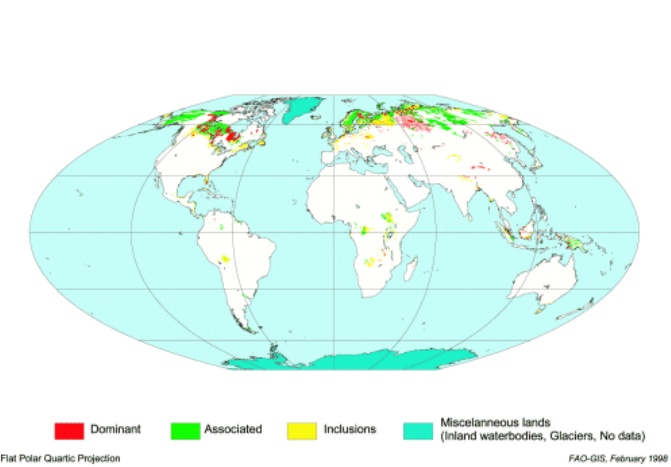
Distribuição de Histossolos no mundo (FAO, 2004)
Vermelho (ordem dominante); Verde (associado com outros tipos); Amarelo (inclusões); Azul (glaciares e miscelânea)

No sistema de classificação da FAO (1974, 1988), os Organossolos equivalem aos Histossolos. A extensão mundial desses solos é estimada em 325-375 milhões de hectares, dos quais a maioria está localizada nas regiões boreal, subártica e ártica do hemisfério norte. O restante ocorre em áreas baixas em clima temperado e áreas montanhosas com baixas temperaturas. Somente cerca de 10% de toda distribuição deles foi registrada nos trópicos, em ambientes costeiros e deltáicos.

## Subsidência
A subsidência é um fenômeno de redução acentuada da espessura do perfil do solo em decorrência da perda de massa e volume deste. Organossolos em condições naturais estão sujeito à ambientes de encharcamento e consequente anoxia, fatores que retarda a oxidação da matéria orgânica e propicia seu acúmulo. Entretanto, essa condição inviabiliza o uso para maioria das culturas agrícolas, haja vista que para o desenvolvimento dessas plantas é imprescindível que haja boa aeração no solo, trocas gasosas entre o solo e a atmosfera e por conseguinte condições adequadas para a respiração das raízes.
Com isso em vista, drenagem artificiais são promovidas em Organossolos com o intuito de prepará-los para o cultivo agrícola. Com ela dois processos são desencadeados: saída de água do perfil e a entrada de oxigênio no sistema, acelerando o metabolismo microbiano e por consequência a decomposição da matéria orgânica.
O acúmulo da matéria orgânica é condicionado ao balanço de entradas (partes de plantas, dejeções animais, restos de animais e de insetos) versus saídas (decomposição dos resíduos pela microbiota). No situação natural, as entradas são maiores; em contraste, na situação de drenagem artificial, as saídas são maiores e por essa razão acontece a subsidência. Com o decorrer do tempo, a densidade do solo e das partículas aumenta, assim esses são adequados indicadores físicos para estimar o grau de contração do solo.  

## Subordens
1. Organossolo Fólico
Solos que estão saturados por água, no máximo por 30 dias consecutivos por ano, durante o período mais chuvoso, e que apresentam horizonte O hístico originado de acumulação de folhas, galhos finos, raízes, cascas de árvores, etc, em diferentes graus de decomposição, sobrejacente a contato lítico ou ocupando os interstícios de material constituído de fragmentos de rocha (cascalhos, calhaus e matacões). Em geral, localizam-se em ambientes úmidos de clima altimontano.
2. Organossolo Tiomórfico
Solos que apresentam horizonte sulfúrico e/ou materiais sulfídricos dentro de 100 cm da superfície do solo.
3. Organossolo Háplico
Outros solos que não se enquadram nas classes anteriores.

## Ligações Externas
- Organossolos: Ocorrência, Gênese, Classificação, Alterações Pelo Uso Agrícola e Manejo. LER
Pereira, Marcos Gervasio; et al (2006). Tópicos em Ciência do Solo.

## Galeria

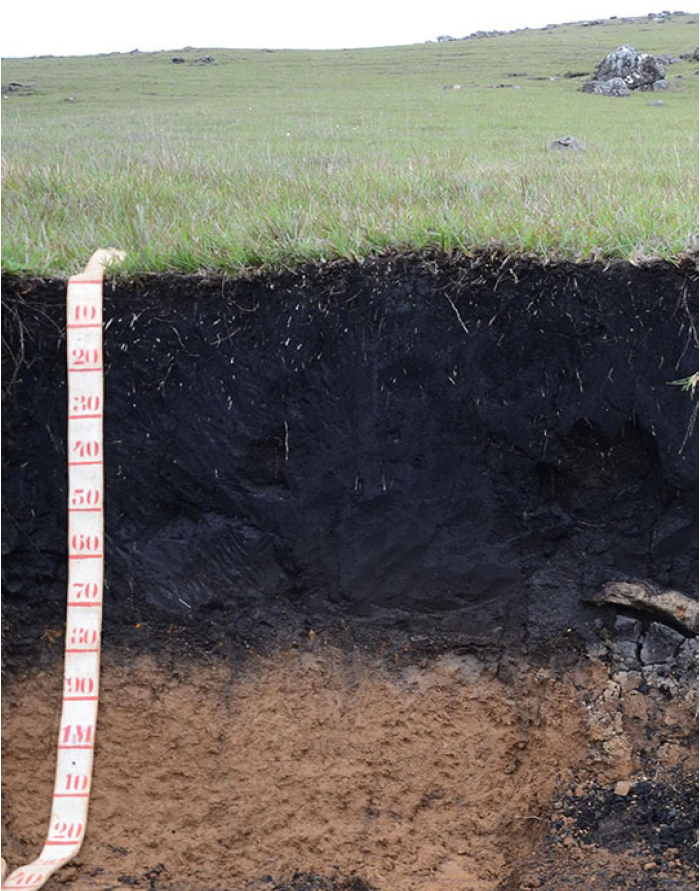
Organossolo Fólico (SIBCS, 2018)
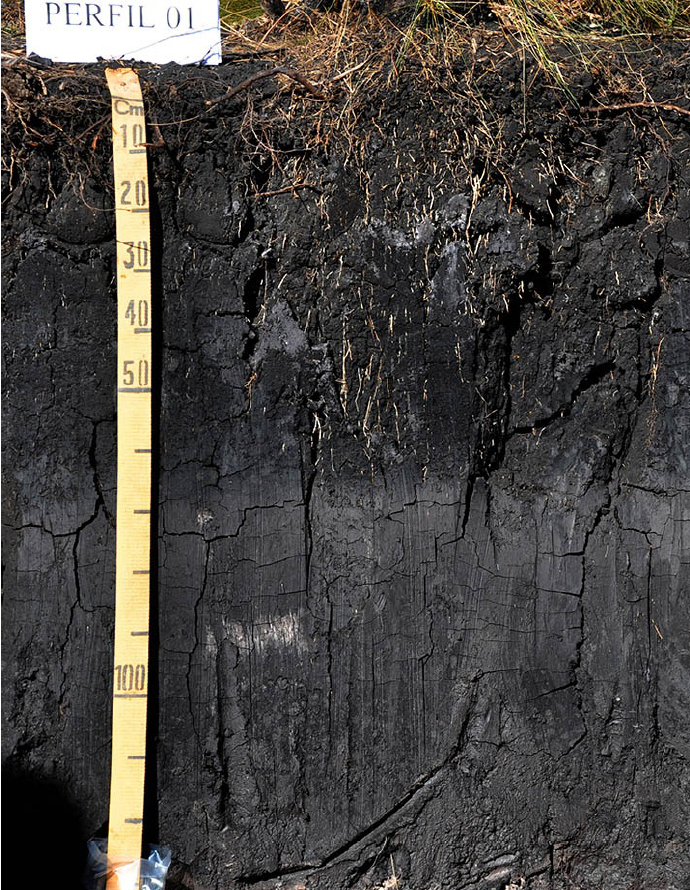
Organossolo Háplico (SIBCS, 2018)
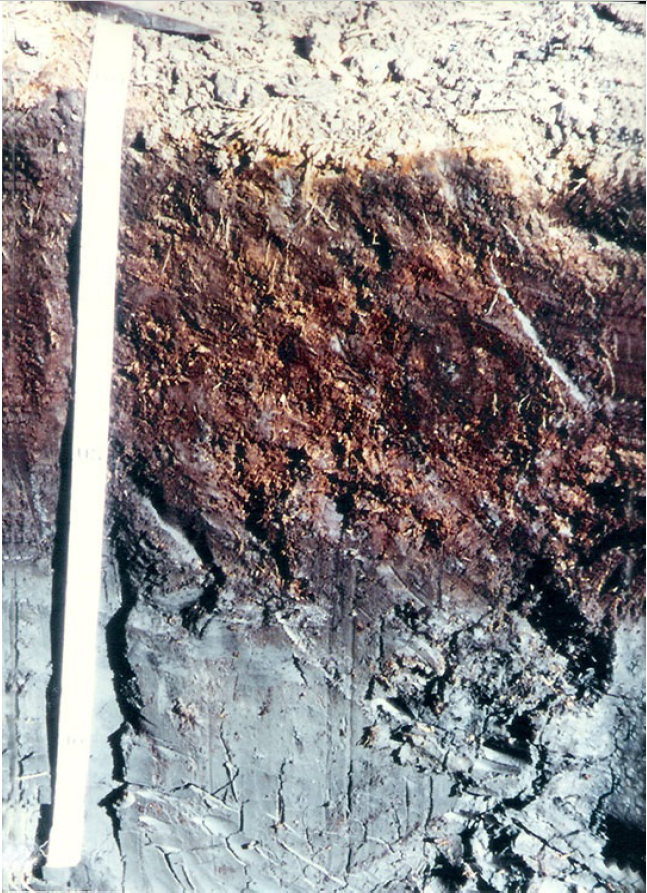
Organossolo Tiomórfico (SIBCS, 2018)
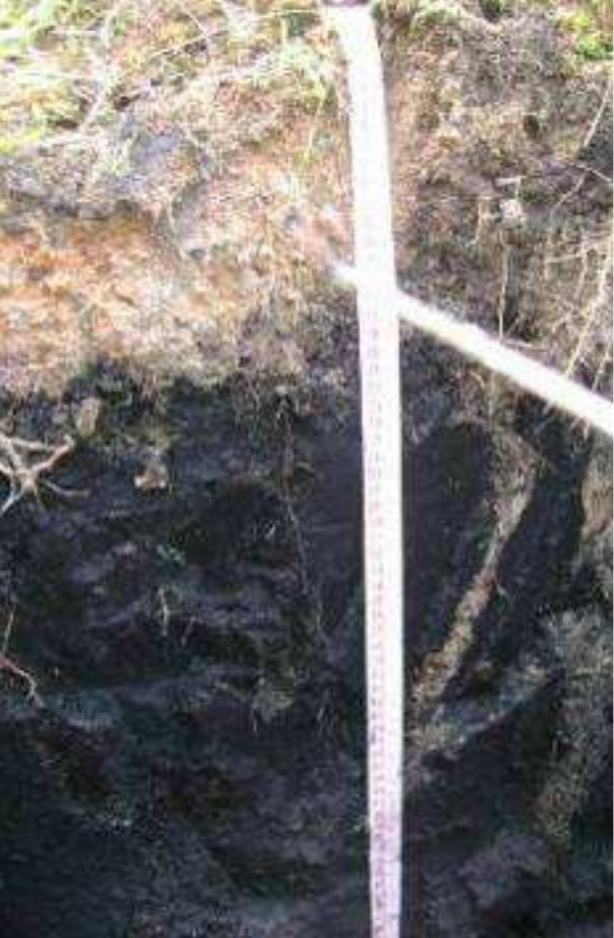
Organossolo abaixo de horizonte mineral (Ebeling, 2010)
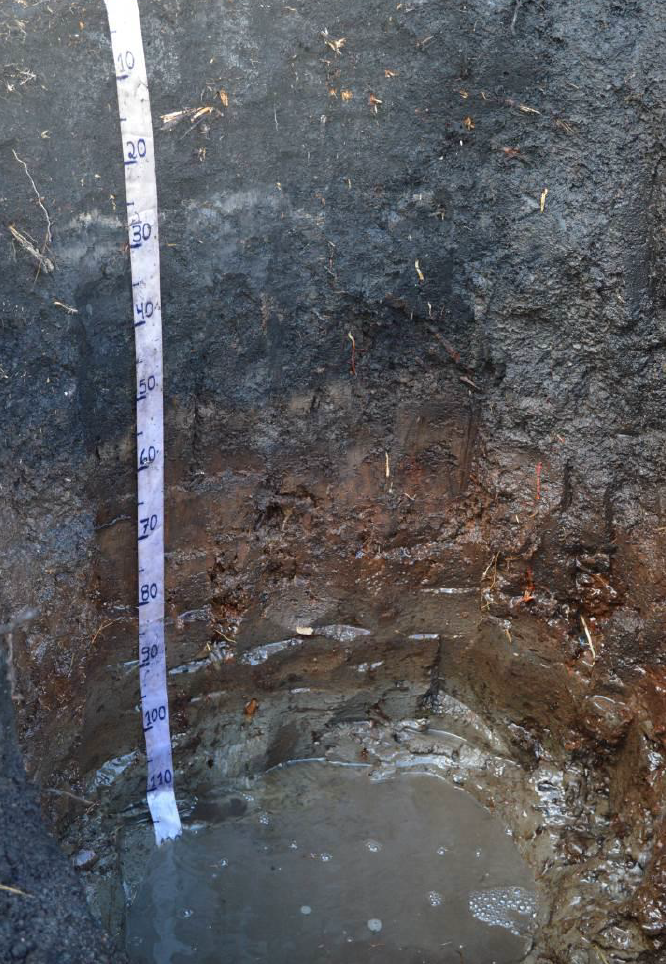
Organossolo Tiomórfico (Beutler, 2016)